# 량청치
량청치(梁靖琪, 양정기, 영문명은 Toby Leung, 1983년 2월 27일 ~ )는 중화인민공화국 홍콩 특별행정구의 여성 가수, 작사가, 영화배우, 광고 모델, 텔레비전 연기자이다.

## 생애
2002년 광고 모델 첫 데뷔에 이어 2004년 가수 데뷔하였고 이어 같은 해 2004년 텔레비전 드라마에서 연기자로도 데뷔하였으며 이듬해 2005년 영화 《천배불취(千杯不醉)》의 단역으로 영화배우 데뷔하였다.

## 호우(好友) 관계
- 천메이스, 랴오쥔자, 장만링과 절친한 관계이다.